# Municipio de Viola (Illinois)
El municipio de Viola (en inglés: Viola Township) es un municipio ubicado en el condado de Lee en el estado estadounidense de Illinois. En el año 2010 tenía una población de 351 habitantes y una densidad poblacional de 3,83 personas por km².

## Geografía
El municipio de Viola se encuentra ubicado en las coordenadas 41°45′47″N 89°6′28″O / 41.76306, -89.10778. Según la Oficina del Censo de los Estados Unidos, el municipio tiene una superficie total de 91.69 km², de la cual 91,62 km² corresponden a tierra firme y (0,08 %) 0,07 km² es agua.

## Demografía
Según el censo de 2010, había 351 personas residiendo en el municipio de Viola. La densidad de población era de 3,83 hab./km². De los 351 habitantes, el municipio de Viola estaba compuesto por el 97,15 % blancos, el 0,28 % eran afroamericanos, el 2,56 % eran de otras razas. Del total de la población el 6,55 % eran hispanos o latinos de cualquier raza.